# Ketino Kachiani-Gersinska
Ketino Kachiani-Gersinska (Georgisch: ქეთინო კახიანი) (Mestia, 11 september 1971) is een uit Georgië afkomstige Duitse schaakster. Ze werd tweemaal wereldkampioen bij de junioren, categorie meisjes tot 20 jaar:  in 1989 en in 1990.

## Vroege jaren in Georgië
Op vijfjarige leeftijd leerde Ketino Kachiani schaken. In 1986 won ze het Sovjet-jeugdkampioenschap in de categorie meisjes tot 16 jaar. In datzelfde jaar ze in Río Gallegos tweede op het Wereldkampioenschap schaken voor jeugd in de categorie meisjes tot 16 jaar. In 1987 won ze het individuele vrouwenkampioenschap van de Georgische sovjetrepubliek. In 1989 werd ze in Tunja wereldkampioen schaken in de categorie meisjes tot 20 jaar, een jaar later werd ze dit in Santiago de Chile opnieuw.
In 1990 won Kachiani het interzonetoernooi voor vrouwen in Asov en kwalificeerde zich daarmee voor het kandidatentoernooi. Dankzij dit resultaat verkreeg ze de titel grootmeester bij de vrouwen (WGM).

## Emigratie naar Duitsland

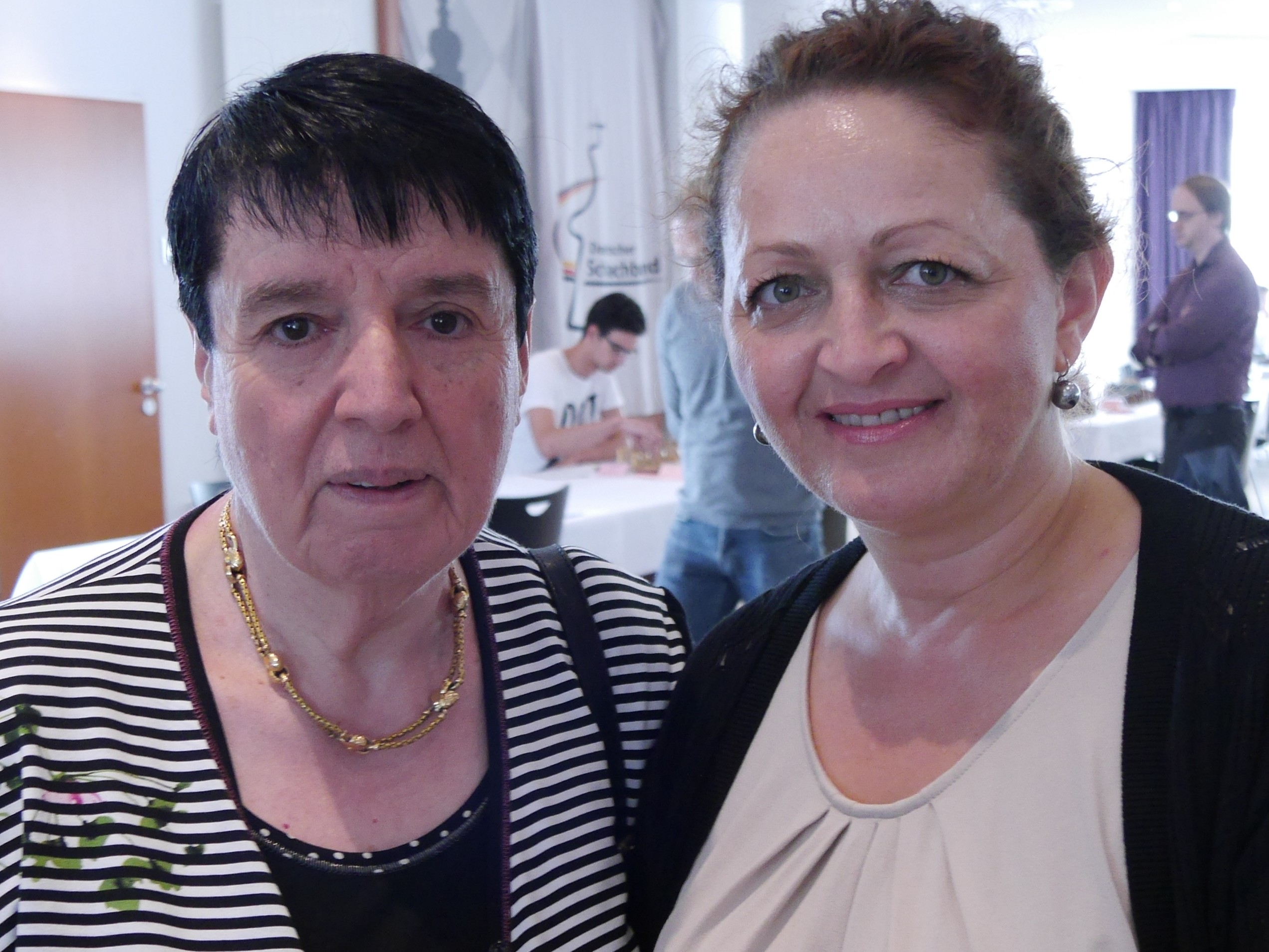
Nona Gaprindasjvili en Ketino Kachiani-Gersinska in Dresden (2016)

In 1993 emigreerde Kachiani naar Duitsland. In 1994 werd ze Duits staatsburger en daarmee gerechtigd te spelen in het Duitse nationale schaakteam. 
In 1995 werd ze tweede in het interzonetoernooi voor vrouwen en in 1997 nam ze deel aan het kandidatentoernooi. In 1997 verkreeg ze ook de titel Internationaal Meester (IM).
In 2001 behaalde ze bij het Europees schaakkampioenschap voor landenteams een individuele gouden medaille voor haar prestatie aan het eerste bord. In 2004 bereikte ze bij het Wereldkampioenschap schaken vrouwen in Elista de kwartfinale, waar ze werd uitgeschakeld door Jekaterina Kovalevskaja.
Oktober 2002 was de laatste keer dat ze zich op de FIDE-lijst bevond in de top 20 bij de vrouwen. Haar hoogste Elo-rating 2465 bereike ze in april 2002. 
In 2016 in Dresden won Ketino Kachiani-Gersinska het Duitse Masterstoernooi voor vrouwen, voor Elisabeth Pähtz en Marta Michna. In Dresden kwam bij die gelegenheid de vroegere wereldkampioene Nona Gaprindasjvili op bezoek. In 2019 won Ketino Kachiani-Gersinska dit toernooi opnieuw. 

## Nationale teams
Kachiani-Gersinska nam met het nationale Duitse vrouwenteam deel aan alle acht Schaakolympiades van 1994 tot 2008. In 2007 nam ze met het nationale vrouwenteam deel aan het Wereldkampioenschap schaken voor landenteams (vrouwen). Ze nam tussen 1992 en 2013 acht keer deel aan het Europees schaakkampioenschap voor landenteams (vrouwen), in 1992 voor Georgië, later voor Duitsland. In 1992 was ze in Debrecen de beste speelster aan het reservebord, in 2001 was ze in León de beste speelster aan het eerste bord. In 1995 speelde ze bij de Mitropacup in Bükfürdö aan bord 4 van het Duitse team en was ze de enige vrouw die aan het toernooi deelnam.

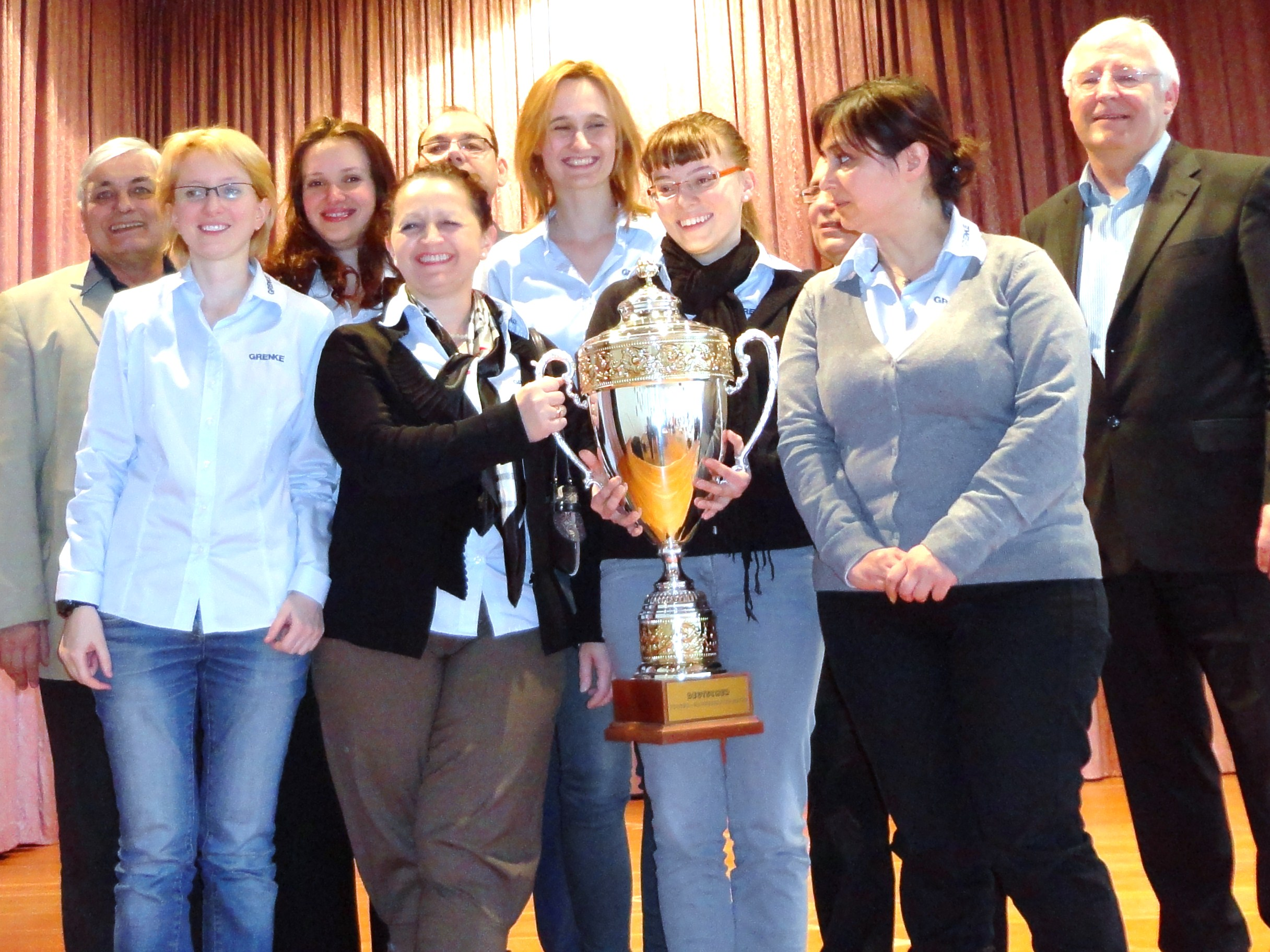
OSG Baden-Baden, kampioen in 2012

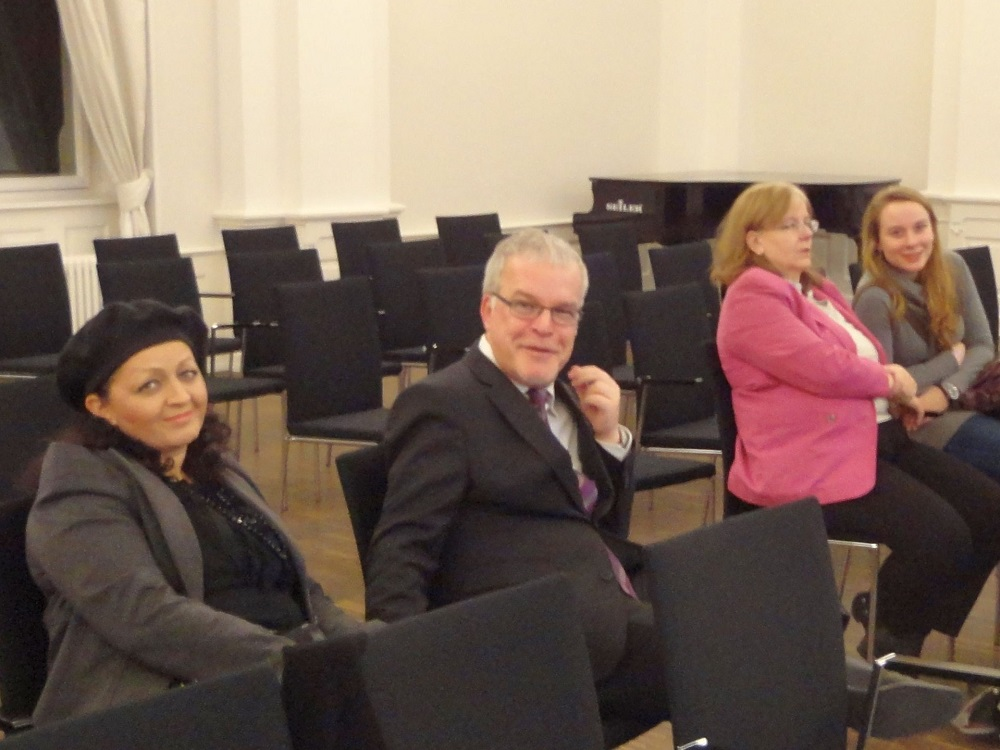
Ketino Kachiani-Gersinska met echtgenoot, en Barbara Hund met dochter Sarah; 2015 GRENKE Chess Classic

## Schaakverenigingen
In de Duitse bondscompetitie speelde Kachiani-Gersinska van 1996 tot 1998 voor SCA St. Ingbert, in seizoen 1998/99 voor SV Werder Bremen en van 1999 tot 2003 voor TV Tegernsee.
In de Duitse competitie voor vrouwen speelde ze van 1996 tot 1999 voor Karlsruher Schachfreunde. Sinds 2002 speelt ze bij OSG Baden-Baden, waarmee ze in 2003, 2004, 2005, 2008, 2009, 2011, 2012, 2013, 2015, 2016 en 2018 winnaar werd van de Duitse competitie voor vrouwenteams. 
In de Franse competitie voor vrouwen speelde ze in seizoen 2004/05 voor Bischwiller.

## Persoonlijk leven
Kachiani volgde aan de Staatsuniversiteit van Tbilisi een studie journalistiek en behaalde in 1993 het diploma. In dat jaar huwde ze met Jürgen Gersinska, voormalig voorzitter van de schaakvereniging OSG Baden-Baden. Ze heeft twee zonen (geb. 1995 en 2003).

## Externe koppelingen
- (en)   Informatie over schaakpartijen van Ketino Kachiani-Gersinska op ChessGames.com
- (en)   Informatie over schaakpartijen van Ketino Kachiani-Gersinska op 365chess.com
- (en)  FIDE-ratinggegevens voor Ketino Kachiani-Gersinska